# Bandera de Turquestán Oriental
La bandera de Turquestán Oriental, llamada Kök Bayraq (Bandera Azul) fue adoptada el 12 de noviembre de 1933 por el gobierno de la Primera República del Turquestán Oriental. Es el símbolo del movimiento de independencia de esta región asiática.

Bandera de la Primera República del Turquestán Oriental (1933-1934).
Bandera de la Segunda República del Turquestán Oriental (1944-1949).
Actual bandera de la región de Turquestán.